# Ratusz w Bielsku Podlaskim
Ratusz w Bielsku Podlaskim – budynek został wzniesiony w latach 1776–1780 w stylu późnobarokowym według projektu Jana Sękowskiego, nadwornego architekta Branickich. W ciągu wieków był trzykrotnie przebudowywany, w pierwszej połowie XIX wieku, przed rokiem 1920 i w 1942. Obecnie jest siedzibą Muzeum w Bielsku Podlaskim.

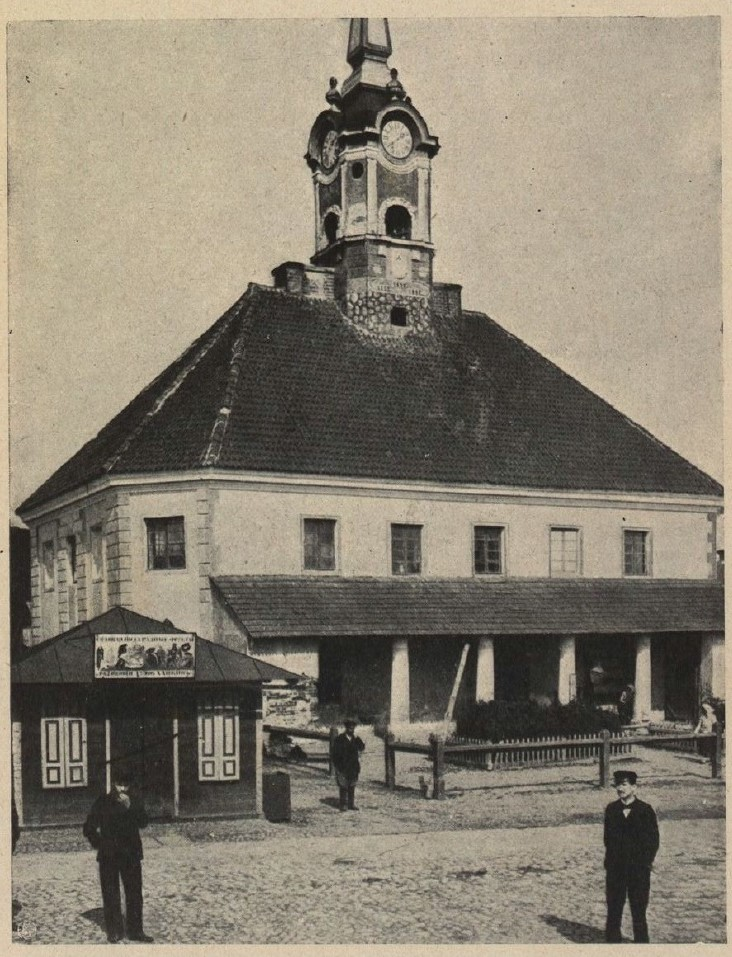
Dawny ratusz